# Caffè Sicilia
Il Caffè Sicilia è un locale storico italiano situato a Noto in Corso Vittorio Emanuele III, la principale via della città.

## Storia e descrizione

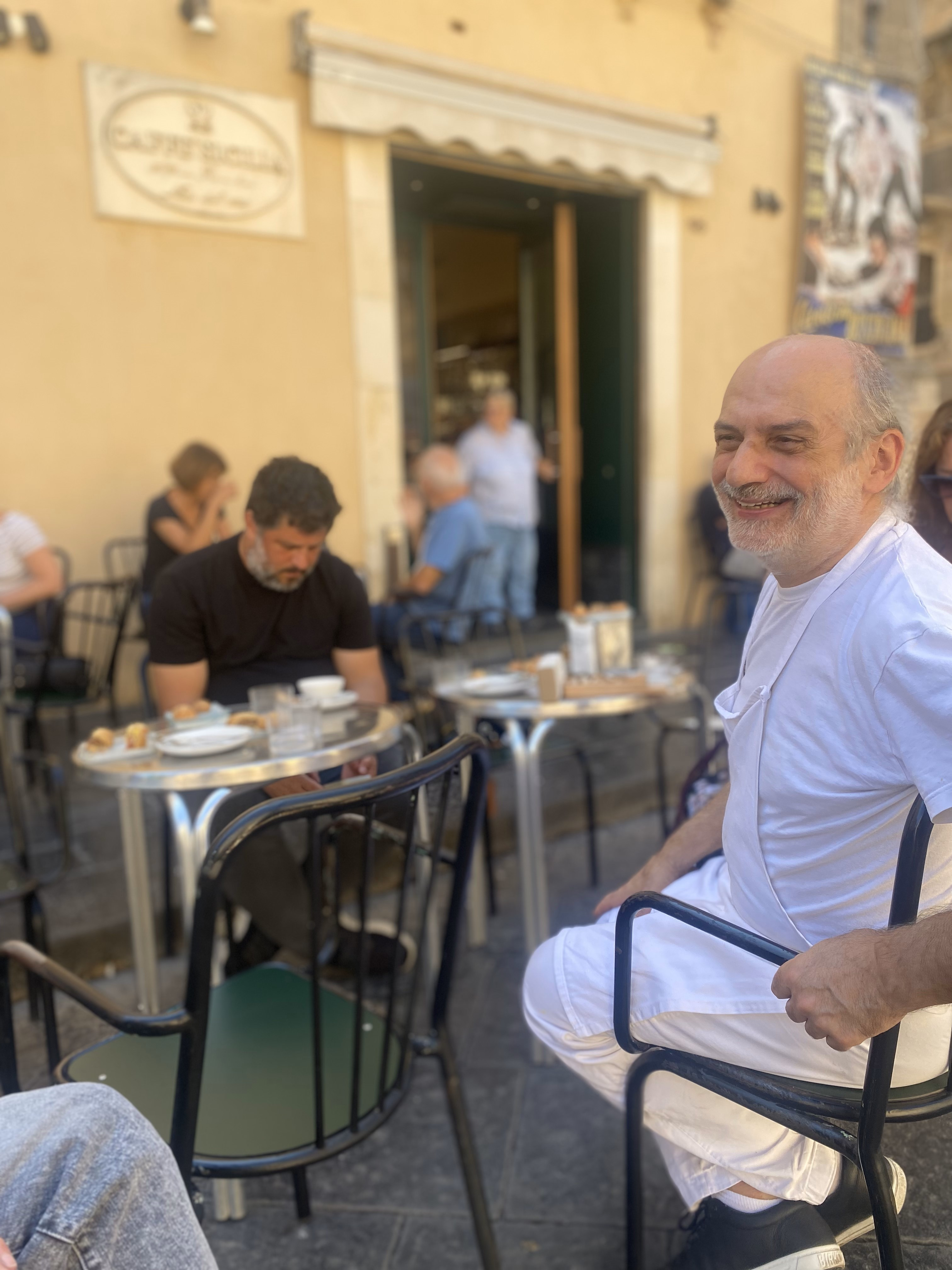
Corrado Assenza

Fondato dalla famiglia Assenza nel 1892 e collocato sin dalla sua fondazione in un palazzo del Settecento, si trova nei pressi della Cattedrale di San Nicolò. Deve la sua popolarità soprattutto al noto pasticcere Corrado Assenza, che proprio nel laboratorio del Caffè Sicilia apprende l’arte dal suo maestro, Roberto Giusto, ultimo allievo dello zio di Corrado e che tutti chiamavano "Il Capo".
Dopo aver conseguito il diploma di maturità scientifica, Assenza decide di iscriversi alla facoltà di Agraria dell’Università di Bologna. Nella città felsinea conobbe Giorgio Celli, che lo portò a studiare entomologia e lo incoraggiò a specializzarsi in apicoltura. Negli anni '80 torna nella sua città natale per dedicarsi al laboratorio del Caffè Sicilia, locale che nel 2018 è stato protagonista di una puntata di Chef's Table, in onda su Netflix.